# Hum Saath-Saath Hain
Pour plus de détails, voir Fiche technique et Distribution.
Hum Saath-Saath Hain (हम साथ साथ हैं) est un film indien réalisé par Sooraj R. Barjatya et sorti en 1999. Le titre peut se traduire par « Nous restons unis ».

## Synopsis
Le film commence par la fête d'anniversaire de mariage de Ram et Mamta Kishen. Ce couple vit heureux avec ses quatre enfants déjà adultes : leur fille Sangeeta, leur fils Prem qui veut accomplir autant de chose que son père, Vinod, le cadet qui est étudiant et Vivek, le demi-frère qui travaille dans l'entreprise de son père.
Sangeeta est déjà mariée avec Anand et ils ont une fille. Malgré son handicap, Vivek se marie avec Sadhna. Prem se fiance avec Preeti et Vinod tombe amoureux de Sapna.
Ram décide de confier les rênes de son entreprise à ses trois fils.

## Fiche technique
- Titre : Hum Saath-Saath Hain
- Titre original : हम साथ साथ हैं
- Titre anglais : We Stand United
- Réalisation : Sooraj R. Barjatya
- Scénario : Sooraj R. Barjatya, Sooraj R. Barjatya et Sooraj R. Barjatya
- Musique : Vijay Patil
- Photographie : Rajan Kinagi
- Montage : Mukhtar Ahmed
- Production : Ajit Kumar Barjatya, Kamal Kumar Barjatya et Rajkumar Barjatya
- Société de production : Rajshri Productions
- Pays :  Inde
- Genre : Drame et film musical
- Durée : 177 minutes
- Dates de sortie : 
  -  Inde : 5 novembre 1999

## Distribution
- Salman Khan : Prem
- Karisma Kapoor : Sapna
- Saif Ali Khan : Vinod
- Tabu : Sadhana
- Sonali Bendre : Preeti
- Mohnish Bahl : Vivek
- Mahesh Thakur : Anand
- Neelam : Sangeeta
- Alok Nath : Ramkishen
- Satish Shah : Pritam
- Sadashiv Amrapurkar : Dharamraj
- Rajeev Verma : M. Adarsh
- Shakti Kapoor : Anwar
- Ajit Vachani : Vakil
- Dilip Dhawan : Anurag
- Dinesh Hingoo : Raghuvir
- Reema Lagoo : Mamta « Mumu »
- Himani Shivpuri : la femme de Vakil
- Shammi : Dadimaa
- Sheela Sharma : la femme d'Anurag
- Jayshree T. : Krishna
- Kalpana Iyer
- Mallika
- Huma Khan : Mlle. Rehana
- Achyut Potdar : Khan Saab
- Jatin Kanakia
- Sushil Johri
- Naresh Kumar Sharma
- Dheeraj Kapoor
- Mahesh Bhatt

## Musiques
Le film comporte 5 chansons composées par Raam lakshman et écrites par Ravinder Rawal, Dev Kohli, Mitalee Shashank, R. Kiran :
- Mhare Hiwda Mein Nache - Alka Yagnik, Anuradha Paudwal, Hariharan, Kavita Krishnamurthy
- Abcdefghi... I Love You - Hariharan, Hema Sardesai, Saif Ali Khan, Shankar M
- Yeh To Sachi Hai Ki Bhagwan - Ghanshyam Vaswani, Hariharan, Pratima Rao, Santosh
- Chhote Chhote Bhaiyon -  Kavita Krishnamurthy, Kumar Sanu, Udit Narayan
- Maiyya Yashoda - Alka Yagnik, Anuradha Paudwal, Kavita Krishnamurthy
- Sunoji Dulhan Ek Baat Sunoji - Kavita Krishnamurthy, Prathima Rao, Roopkumar Rathod
- Hum Saath Saath Hain - Alka Yagnik, Anuradha Paudwal, Hariharan, Kumar Sanu, Udit Narayan, Kavita Krishnamurthy

## Autour du film
- Hum Saath-Saath Hain a reçu une récompense lors des IIFA Awards en 2000 : Meilleur maquillage (Jayanti Shevale)
- Hum Saath-Saath Hain a reçu deux récompenses lors des Zee Cine en 2000 : Meilleure musique de fond (Raam lakshman) et Meilleur montage

## Box-office
Le film fut un grand succès au box-office indien rapportant plus de 1 076 800 000 roupies[réf. nécessaire].